# Register (indeks)
 For alternative betydninger, se Register. (Se også artikler, som begynder med Register)
Et register er en samling af indførsler, oftest alfabetisk ordnet, beregnet til at sætte en bruger i stand til at lokalisere information i et dokument. Registret kan være en del af dokumentet eller publiceret selvstændigt, jf. konkordans.
Et register kan også være en alfabetisk eller systematisk ordnet liste over ord og begreber, som findes i et antal dokumenter med det formål at lette genfindingen af det enkelte dokument (et indeksværk).